# جرافيلونا تويس
جرافيلونا تويس ( النطق الإيطالي: ‎[ɡravelˈloːna ˈtoːtʃe]‏ ) هي (بلدية) في مقاطعة Verbano-Cusio-Ossola في منطقة بيدمونت الإيطالية ، وتبعد حوالي 110 كيلومتر (68 ميل) شمال شرق تورينو وحوالي 8 كيلومتر (5 ميل) غرب فيربانيا .
- مقبرة جالو رومان
- كنيسة أبرشية القديس بطرس (القرن الثاني عشر)
- كنيسة القديس موريس الرومانية (القرن العاشر)